# Aru-szigeteki mézevő
Az aru-szigeteki mézevő (Meliphaga aruensis) a madarak osztályának verébalakúak (Passeriformes) rendjébe és a mézevőfélék (Meliphagidae) családjába tartozó faj.

## Rendszerezése
A fajt Richard Bowdler Sharpe angol ornitológus írta le 1884-ben, a Ptilotis nembe Ptilotis aruensis néven.

## Alfajai
- Meliphaga aruensis aruensis (Sharpe, 1884)
- Meliphaga aruensis sharpei (Rothschild & E. J. O. Hartert, 1903)[2]

## Előfordulása
Indonézia és Pápua Új-Guinea területén honos. A természetes élőhelye szubtrópusi és trópusi síkvidéki és hegyi esőerdők, valamint erősen leromlott egykori erdők.

## Megjelenése
Testhossza 16,5-18,5 centiméter.

## Életmódja
Gyümölcsökkel, magvakkal és ízeltlábúakkal táplálkozik, valószínűleg nektár is fogyaszt.

## Külső hivatkozások
- Emilydamstra.com - kép a fajról
- Internet Bird Collection
- Xeno-canto.org - a faj hangja és elterjedési területe